# El meu germà petit

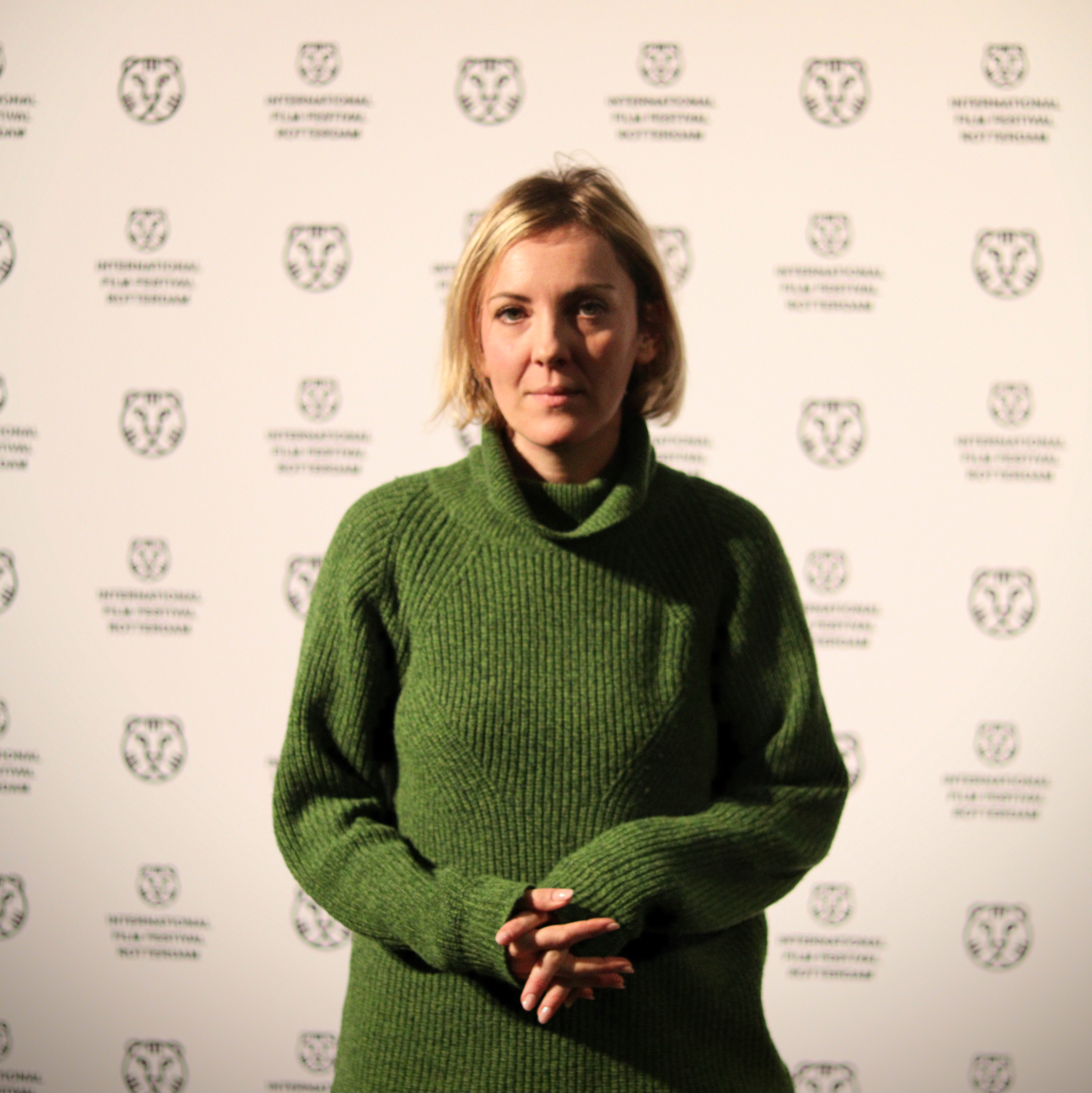
Léonor Serraille al 52è Festival Internacional de Cinema de Rotterdam on va presentar la pel·lícula.

El meu germà petit (francès: Un petit frère) és una pel·lícula dramàtica francesa del 2022 escrita i dirigida per Léonor Serraille, protagonitzada per Annabelle Lengronne, Stéphane Bak, Kenzo Sambin, Ahmed Sylla, Sidy Fofana i Milan Doucansi. S'ha doblat i subtitulat al català.
La pel·lícula es va estrenar al 75è Festival de Canes el 27 de maig de 2022. Es va estrenar als cinemes a França l'1 de febrer de 2023 a càrrec de Diaphana Distribution. La distribució internacional la gestiona MK2 Films.